# Bad Lieutenant
Bad Lieutenant is een misdaadfilm uit 1992 van regisseur Abel Ferrara. De hoofdrol wordt vertolkt door Harvey Keitel. In 2009 volgde de remake Bad Lieutenant: Port of Call - New Orleans van Werner Herzog.

## Verhaal
De luitenant is enerzijds een agent, maar anderzijds een junkie en gokverslaafde. Wanneer zijn schulden bij de bookmakers steeds groter worden, maakt hij zonder problemen misbruik van zijn macht om uit de problemen te raken. Op een dag moet hij de verkrachtingszaak van een non onderzoeken. Vanaf dan besluit de luitenant om orde op zaken te stellen...

## Rolverdeling
| Acteur              | Personage      |
| ------------------- | -------------- |
| Harvey Keitel       | The Lieutenant |
| Victor Argo         | politieman     |
| Paul Calderón       | politieman     |
| Eddie Daniels       | passagier      |
| Bianca Hunter       |                |
| Zoë Lund            | Zoe            |
| Vincent Laresca     | J.C.           |
| Frankie Thorn       | non            |
| Fernando Véléz      | Julio          |
| Joseph Micheal Cruz | Paulo          |
| Paul Hipp           | Jesus          |
| Frank Adonis        |                |
| Anthony Ruggiero    |                |
| Victoria Bastel     |                |

## Trivia
- De film werd in slechts 18 dagen gedraaid.
- De titelrol was oorspronkelijk weggelegd voor Christopher Walken, die eerder al samenwerkte met regisseur Abel Ferrara aan de film King of New York (1990).
- Deze film werd door het bekende filmmagazine Premiere uitgeroepen tot een van de "25 Most Dangerous Movies".